# Герберт Юлі
Герберт Юлі (нім. Herbert Juli; 8 червня 1916, Тяньцзінь — 29 серпня 1994) — німецький офіцер-підводник, капітан-лейтенант крігсмаріне.

## Біографія
5 квітня 1935 року вступив на флот. З 1 липня по 21 грудня 1940 року пройшов курс підводника, після чого був направлений на будівництво підводного човна U-83. З 8 лютого 1941 року — 1-й вахтовий офіцер на U-83, на якому взяв участь у двох походах. Під час другого походу був потоплений 1 корабель водотоннажністю 2044 тонни й пошкоджений ще 1 корабель (6746 тонн). З 16 листопада по 14 грудня 1941 року пройшов курс командира човна, після чого переданий у розпорядження 1-ї флотилії, 3 лютого 1942 року — 2-го навчального дивізіону підводних човнів.
10 березня 1942 року направлений на будівництво U-382. З 25 квітня 1942 року — командир U-382, на якому здійснив 2 походи (разом 82 дні в морі). 23 лютого 1943 року пошкодив британський паровий танкер Empire Norseman водотоннажінстю 9811 тонн, який перевозив баласт; усі 53 члени екіпажу вціліли.
1 квітня 1943 року переданий у розпорядження 7-ї флотилії. З 25 травня 1943 року — інструктор 1-ї, з 20 грудня 1943 року — 2-ї навчальної дивізії підводних човнів. 23 березня 1945 року переданий у розпорядження командувача підводних човнів, з 2 травня 1945 року — 3-ї навчальної дивізії підводних човнів. 8 травня 1945 року взятий у полон британськими військами. 2 січня 1946 року звільнений.

## Звання
- Кандидат в офіцери (5 квітня 1935)
- Морський кадет (25 вересня 1935)
- Фенріх-цур-зее (1 липня 1936)
- Оберфенріх-цур-зее (1 січня 1938)
- Лейтенант-цур-зее (1 квітня 1938)
- Оберлейтенант-цур-зее (1 жовтня 1939)
- Капітан-лейтенант (1 червня 1942)

## Нагороди
- Медаль «За вислугу років у Вермахті» 4-го класу (4 роки)
- Залізний хрест
  - 2-го класу (16 квітня 1940)
  - 1-го класу (11 березня 1943)
- Нагрудний знак підводника (3 листопада 1941)
- Нагрудний знак флоту (15 вересня 1942)